# Districts de la Nouvelle-Zélande

Les districts de Nouvelle-Zélande.

En Nouvelle-Zélande, un district est une zone d'autorité territoriale gouvernée par un conseil de district. Il s'agit du deuxième niveau de collectivité territoriale (en), en dessous des régions.

## Historique
En 1876, la Nouvelle-Zélande est divisée en 63 comtés et 45 municipalités. La réforme de 1950 crée 125 comtés et 134 municipalités. En 1984, 93 comtés, neuf districts et trois arrondissements sont recensés. Enfin, au 31 mars 1987, la Nouvelle-Zélande compte 87 comtés, 118 arrondissements, 18 districts et trois districts urbains.
La réforme du 1er novembre 1989 crée 59 districts, 14 villes et le comté des îles Chatham. Les deux seules modifications ayant eu lieu depuis sont la transformation en 1990 du statut d'Invercargill de « district » en « ville », celle des îles Chatham en « autorité territoriale spéciale ». Par ailleurs, la péninsule de Banks est rattachée à la ville de Christchurch en 2005 ; trois districts — Franklin, Papakura et Rodney — et trois cités — Manukau, North Shore et Waitakere — sont incorporés à la ville d'Auckland le 1er novembre 2010,.

## Typologie
Le pays compte 53 districts, qui peuvent comprendre des zones rurales et urbaines. De surcroît, il compte aussi douze conseils municipaux de districts urbains, le conseil d'Auckland et le conseil des îles Chatham.
Enfin, trois districts, ceux de Gisborne, de Tasman (en) et de Marlborough, sont des autorités unitaires qui remplissent également les fonctions d'un conseil régional.

## Délimitations et compétences
Les districts ne sont pas des subdivisions des régions, et certains districts sont partagés entre plusieurs régions. En effet la définition géographique des régions est fondée sur les bassins versants, alors que le périmètre des districts rassemble des zones partageant une communauté d'intérêt et un accès routier commun. 
Alors que les conseils régionaux sont responsables de l'environnement et des transports publics, les conseils de district administrent les routes et les réserves naturelles, les eaux usées ou le droit de l'urbanisme.

## Liste des districts
| Sigle    | Nom                             | Type       | Population | Superficie |
| -------- | ------------------------------- | ---------- | ---------- | ---------- |
| NZ.CA.AB | Ashburton                       | District   | 25 443     | 6 208      |
| NZ.AU.AL | Auckland                        | Ville      | 367 734    | 1 059      |
| NZ.CA.BK | Péninsule de Banks              | District   | 7 833      | 1 157      |
| NZ.WC.BU | Buller                          | District   | 9 627      | 7 950      |
| NZ.WG.CR | Carterton                       | district   | 6 849      | 1 181      |
| NZ.HB.CH | Central Hawke's Bay             | District   | 12 828     | 3 324      |
| NZ.OT.CO | Central Otago                   | District   | 14 466     | 9 966      |
| NZ.CI.CT | Chatham                         | Territoire | 726        | 963        |
| NZ.CA.CC | Christchurch                    | Ville      | 316 227    | 453        |
| NZ.OT.CL | Clutha                          | District   | 17 172     | 6 406      |
| NZ.OT.DU | Dunedin                         | Ville      | 114 339    | 3 340      |
| NZ.NO.FN | Grand Nord (en)                 | District   | 54 576     | 7 505      |
| NZ.WK.FK | Franklin                        | District   | 51 669     | 2 190      |
| NZ.GI.GB | Gisborne (en)                   | District   | 43 971     | 8 351      |
| NZ.SO.GO | Gore                            | District   | 12 459     | 1 251      |
| NZ.WC.GR | Grey                            | District   | 12 894     | 3 516      |
| NZ.WK.HM | Hamilton                        | Ville      | 114 921    | 94         |
| NZ.HB.HS | Hastings                        | District   | 67 428     | 5 218      |
| NZ.WK.HK | Hauraki                         | District   | 16 764     | 1 186      |
| NZ.MW.HW | Horowhenua                      | District   | 29 823     | 1 066      |
| NZ.CA.HN | Hurunui                         | District   | 9 885      | 8 661      |
| NZ.SO.IC | Invercargill                    | Ville      | 49 833     | 491        |
| NZ.CA.KK | Kaikōura (en)                   | District   | 3 483      | 2 050      |
| NZ.NO.KP | Kaipara                         | District   | 17 460     | 3 122      |
| NZ.WG.KC | Kapiti Coast                    | District   | 42 447     | 733        |
| NZ.BP.KW | Kawerau                         | District   | 6 975      | 22         |
| NZ.WG.LH | Lower Hutt                      | Ville      | 95 475     | 377        |
| NZ.MW.MN | Manawatu                        | District   | 27 510     | 2 628      |
| NZ.AU.MK | Manukau City                    | Ville      | 283 197    | 551        |
| NZ.MA.MB | Marlborough                     | District   | 39 555     | 12 484     |
| NZ.WG.MT | Masterton                       | District   | 22 614     | 2 298      |
| NZ.WK.MP | Matamata-Piako                  | District   | 29 472     | 1 755      |
| NZ.HB.NR | Napier                          | Ville      | 53 661     | 106        |
| NZ.NE.NL | Nelson                          | Ville      | 41 565     | 445        |
| NZ.TK.NP | New Plymouth                    | District   | 66 603     | 2 225      |
| NZ.AU.NS | North Shore                     | Ville      | 184 821    | 130        |
| NZ.BP.OP | Opotiki                         | District   | 9 201      | 3 098      |
| NZ.WK.OH | Ōtorohanga (en)                 | District   | 9 282      | 2 063      |
| NZ.MW.PN | Palmerston North                | Ville      | 72 036     | 337        |
| NZ.AU.PP | Papakura                        | District   | 40 665     | 123        |
| NZ.WG.PR | Porirua                         | Ville      | 47 370     | 182        |
| NZ.OT.QL | Queenstown-Lakes                | District   | 17 040     | 9 368      |
| NZ.MW.RT | Rangitikei                      | District   | 15 102     | 4 476      |
| NZ.AU.RD | Rodney                          | District   | 76 182     | 2 497      |
| NZ.WK.RR | Rotorua Lakes (en)              | District   | 64 473     | 2 617      |
| NZ.MW.RP | Ruapehu                         | District   | 14 292     | 6 730      |
| NZ.CA.SY | Selwyn                          | District   | 27 312     | 6 557      |
| NZ.SO.SL | Southland                       | District   | 28 716     | 32 605     |
| NZ.TK.ST | South Taranaki                  | District   | 27 537     | 3 577      |
| NZ.WK.SW | South Waikato                   | District   | 23 472     | 1 814      |
| NZ.WG.SP | South Wairarapa                 | District   | 8 742      | 2 452      |
| NZ.TK.SF | Stratford (en)                  | District   | 8 883      | 2 161      |
| NZ.MW.TR | Tararua                         | District   | 17 859     | 4 367      |
| NZ.TS.TM | Tasman (en)                     | District   | 41 352     | 9 786      |
| NZ.WK.TP | Taupō (en)                      | District   | 31 521     | 6 955      |
| NZ.BP.TG | Tauranga                        | Ville      | 90 906     | 168        |
| NZ.WK.TC | Thames-Coromandel               | District   | 25 176     | 3 193      |
| NZ.CA.TU | Timaru                          | District   | 41 967     | 2 726      |
| NZ.WG.UH | Upper Hutt                      | Ville      | 36 372     | 542        |
| NZ.WK.WT | Waikato                         | District   | 39 855     | 3 189      |
| NZ.CA.WR | Waimakariri                     | District   | 36 900     | 2 216      |
| NZ.CA.WM | Waimate                         | District   | 7 098      | 3 577      |
| NZ.WK.WP | Waipa                           | District   | 40 293     | 1 473      |
| NZ.HB.WW | Wairoa                          | District   | 8 913      | 4 124      |
| NZ.AU.WA | Waitakere                       | Ville      | 168 750    | 367        |
| NZ.OT.WI | Waitaki                         | District   | 20 085     | 7 212      |
| NZ.WK.WO | Waitomo                         | District   | 9 453      | 3 551      |
| NZ.MW.WU | Whanganui                       | District   | 43 266     | 2 372      |
| NZ.WG.WE | Wellington                      | Ville      | 163 824    | 289        |
| NZ.WC.WL | Baie de l'Abondance Occidentale | District   | 38 232     | 2 120      |
| NZ.WC.WL | Westland                        | District   | 7 776      | 11 870     |
| NZ.BP.WH | Whakatāne (en)                  | District   | 32 814     | 4 441      |
| NZ.WC.WL | Whangarei                       | District   | 68 094     | 3 314      |
| TOTAL    | TOTAL                           | TOTAL      | 3 736 107  | 275 450    |